# Dionigi Tettamanzi
Dionigi Tettamanzi (ur. 14 marca 1934 w Renate, zm. 5 sierpnia 2017 w Triuggio) – włoski duchowny rzymskokatolicki, doktor nauk teologicznych, rektor Pontyfikalnego Seminarium Lombardzkiego w latach 1987–1989, arcybiskup metropolita Ankona-Osimo w latach 1989–1991, sekretarz generalny Konferencji Episkopatu Włoch w latach 1991–1995, arcybiskup metropolita Genui w latach 1995–2002, wiceprzewodniczący Konferencji Episkopatu Włoch na północne Włochy w latach 1995–2000, kardynał prezbiter od 1998, arcybiskup metropolita Mediolanu w latach 2002–2011, przewodniczący Konferencji Biskupów Lombardzkich w latach 2002–2011, od 2011 arcybiskup senior archidiecezji Mediolanu, administrator apostolski sede vacante diecezji Vigevano w latach 2012–2013.

## Życiorys
Studiował w seminariach w Seveso (koło Mediolanu) i Venegono Inferiore, przyjął święcenia kapłańskie 28 czerwca 1957 z rąk ówczesnego arcybiskupa Mediolanu, Giovanniego Battisty Montiniego (późniejszego papieża Pawła VI). Na Papieskim Uniwersytecie Gregoriańskim w Rzymie obronił w 1960 doktorat z teologii. Prowadził w archidiecezji mediolańskiej pracę duszpasterską oraz wykładał w kilku seminariach; koordynował ze strony Kościoła działalność organizacji lekarzy katolickich, kierował redakcją pisma „Avvenire” oraz pełnił funkcję rektora Pontyfikalnego Seminarium Lombardzkiego.
1 lipca 1989 mianowany arcybiskupem metropolitą Ankony-Osimo, otrzymał sakrę biskupią 23 września 1989 z rąk kardynała Carlo Martiniego (arcybiskupa Mediolanu). W kwietniu 1991 zrezygnował z rządów diecezji Ankona-Osimo i przeszedł do pracy w Konferencji Episkopatu Włoch na stanowisko sekretarza generalnego. W kwietniu 1995 został arcybiskupem Genui (i wiceprzewodniczącym Konferencji Episkopatu Włoch), w lipcu 2002 arcybiskupem Mediolanu. Brał udział w sesjach Światowego Synodu Biskupów w Watykanie.
21 lutego 1998 Jan Paweł II wyniósł go do godności kardynalskiej, nadając tytuł prezbitera Bazyliki świętych Ambrożego i Karola przy Corso. Od marca 2000 Tettamanzi brał udział w pracach Rady Kardynalskiej ds. badania Organizacyjnych i Ekonomicznych Problemów Stolicy Świętej. Był wymieniany w gronie papabili – faworytów do następstwa po zmarłym w kwietniu 2005 papieżu Janie Pawle II.
W marcu 2009 roku w związku z osiągnięciem wieku emerytalnego złożył rezygnację z pełnionych funkcji, jednak Benedykt XVI poprosił go o pełnienie urzędu przez kolejne dwa lata. Przeszedł na emeryturę 28 czerwca 2011.
Od 23 lipca 2012 roku do 20 lipca 2013 roku pełnił funkcję administratora apostolskiego diecezji Vigevano.
Brał udział w konklawe 2013, które wybrało papieża Franciszka. 14 marca 2014 w związku z ukończeniem 80 roku życia utracił prawo do czynnego uczestniczenia w przyszłych konklawe. Zmarł 3 lata później 5 sierpnia w Triuggio.